# Kerigma
El terme kerigma (o, catalanitzat més conformement a la tradició, cerigma) prové del grec κήρυγμα: “el que és anunciat o proclamat per un herald (ban, anunci, proclamació, declaració, ordre etc.)”. Es tracta d'un deverbatiu del verb κηρύσσειν, que significava “ésser herald; proclamar, anunciar, pregonar”. Aquest verb subjacent, κηρύσσειν, el trobem, per exemple, a la Epístola als Filipencs:
| «                    | ¹⁵Alguns, és cert, prediquen el Crist fins per enveja i rivalitat, però d'altres també amb bona voluntat; ¹⁶aquests ho fan enduts per la caritat, sabent que sóc destinat a defensar l'evangeli, ¹⁷mentre que els altres anuncien el Crist per rivalitat, no pas amb intenció pura, imaginant-se que afegeixen afliccions a les meves cadenes, ¹⁸però, què hi fa? Després de tot, sia per un motiu fingit, sia de debò, ja que el Crist és anunciat, me n'alegro i me n'alegraré sempre <...> | » |
| — Filipencs 1, 15-18 | |   |

o Fets dels Apòstols:
| «           | ⁵Felip va baixar a la província de la Samaria, i els predicava el Messies. | » |
| — Fets 8, 5 |                                                                            |   |

Es tracta d'un gènere literari bíblic que actualment és representat com l'anunci d'una bona notícia. Aquest mot s'aplica a la proclamació dels cristians que s'inicia poc després de la mort de Jesús de Natzaret.

## A les Escriptures
Els que s'han dedicat a la recerca del Jesús històric consideren kerigma tota la doctrina que apareix després de la mort de Jesús de Natzaret. Inicialment s'intentà eliminar tot allò corresponent al kerigma per accedir a la figura del Jesús històric. Després de comprovar que no és possible, s'inicià un apropament al Jesús de la història pròpiament a partir d'aquest kerigma. Així doncs, segons el llibre dels Fets dels Apòstols:
| «               | ²«Israelites, escolteu aquestes paraules: Jesús de Natzaret era un home que Déu va acreditar davant vostre, obrant entre vosaltres, per mitjà d'ell, miracles, prodigis i senyals. Tots ho sabeu prou. ²³Doncs bé, aquest Jesús va ser entregat d'acord amb la decisió i el designi que Déu havia fixat per endavant, i vosaltres el vau matar fent-lo clavar a la creu per uns impius. ²⁴Però Déu l'ha ressuscitat alliberant-lo dels dolors de la mort, que de cap manera no podia continuar retenint-lo sota el seu poder» | » |
| — Fets 2, 22-24 | |   |

| «            | ³⁶Per tant, que sàpiga de cert tot el poble d'Israel que Déu ha constituït Senyor i Messies aquest Jesús que vosaltres vau crucificar. | » |
| — Fets 2, 36 | |   |

Aquests manifestacions amb l'aspecte d'acusació estan inserides, tanmateix, en l'estil i la tradició del profetisme jueu que es pot veure al llarg de l'Antic Testament. A més a més, segons la Bíblia, quan Jesús inicià el seu ministeri públic, ingressà a la sinagoga, prengué el rotlle del profeta Isaïes i llegí:
| «               | ¹⁸L'Esperit del Senyor reposa sobre meu, perquè ell m'ha ungit. M'ha enviat a portar la bona nova als pobres, a proclamar als captius la llibertat i als cecs el retorn a la llum, a posar en llibertat els oprimits, ¹⁹a proclamar l'any de gràcia del Senyor. | » |
| — Lluc 4, 18-19 | |   |

Després de llegir-ho, s'identificà a si mateix com el Messies de qui parlava el profeta als seus escrits. L'afirmació que fa Jesús en aquell moment és coneguda com el kerigma o anunci de la "bona nova" i constitueix la base de la prèdica per als seus seguidors.